# Sapintus propinquus
Sapintus propinquus es una especie de coleóptero de la familia Anthicidae.

## Distribución geográfica
Habita en el archipiélago Bismarck.